# فورزا هوريزون
فورزا هوريزون (بالإنجليزية: Forza Horizon)‏ ، هي لعبة فيديو إلكترونية من نوع سباق السيارات، طورها ستوديو بلاي غراوند غيمز البريطانية بجانب شركة تيرن 10 ستوديوز الأمريكية ونشرها شركة مايكروسوفت الأمريكية ، تعمل لنظام إكس بوكس 360 الحصرية.